# موسی‌خیل
موسی‌خیل، روستایی از توابع بخش مرکزی شهرستان قائم‌شهر در استان مازندران است.

## جمعیت
این روستا در بالاتجن قرار داشته و براساس آخرین سرشماری مرکز آمار ایران که در سال ۱۳۸۵ صورت گرفته، جمعیت آن ۵۰نفر (۱۴خانوار) بوده‌است.